# Juri Tatsumi
Juri Tatsumi (巽 樹理, Tatsumi Juri), née le 5 septembre 1979 à Ōsakasayama, est une nageuse synchronisée japonaise.

## Carrière
Lors des Jeux olympiques de 2000 à Sydney, Juri Tatsumi remporte la médaille d'argent olympique en ballet avec Rei Jimbo, Miho Takeda, Raika Fujii, Miya Tachibana, Yoko Isoda, Yoko Yoneda et Yuko Yoneda.
Elle réédite cette performance à Athènes pour les Jeux olympiques de 2004. Elle est vice-championne en ballet avec Miho Takeda, Yoko Yoneda, Yuko Yoneda, Michiyo Fujimaru, Saho Harada, Naoko Kawashima, Kanako Kitao et Emiko Suzuki.